# هنري سوتون (كاتب)
هنري سوتون (بالإنجليزية: Henry Sutton)‏ هو كاتب بريطاني، ولد في 8 سبتمبر 1963.